# وادي المالح (الجزائر)
وادي المالح هو واد في ولاية عين تموشنت، الجزائر. كان يُعرف في الماضي بالإسبانيّة باسم «ريو سالادو» التي تعني النهر المالح.

## جغرافيا

### الموقع الفلكي
- 35°26′32″N 1°14′13″W / 35.442169°N 1.236836°W
- ما بين 1 ° 924  و1 ° 2617  W من خط الطول وبين 35 ° 1722  و35 ° 1637  N من خط العرض

### الموقع
تقع منطقةُ وادي المالح في الجزء الشمالي الغربي من الجزائر وتصب في البحر الأبيض المتوسط في حوالي داخل بلديّة تارقة. تغطي مستجمعات المياه بها معظم أنحاء المقاطعة وهي مستطيلة الشكل تبلغ مساحتها 932.56 كيلومتر مربع . والارتفاع الأقصى 808 متر في الجنوب، أما المناخ فهوَ شبه جاف البحر الأبيض المتوسط.